# Uropappus
Uropappus es un género de plantas herbáceas perteneciente a la familia  Asteraceae. Es originario de Norteamérica. El género fue descrito por Thomas Nuttall y publicado en Transactions of the American Philosophical Society, new series, 7: 424-425, en el año 1841.

## Descripción
Son plantas herbáceas anuales, que alcanzan los 50-70 cm (a veces casi sin tallo, glabras o ligeramente). Tallos  erguidos, a veces bien ramificados. Las hojas son todas, o la mayoría, basales; pecioladas, con las láminas (a menudo de color rojizo o violáceo), lineales o angostamente lanceoladas, los márgenes enteros o de pinnado-lobulados o dentadas. Tiene un número de cromosomas de: x = 9.

## Especies
- Uropappus clevelandii 	(Greene) Greene	Erythea 1: 136	1893
- Uropappus grandiflorus Nutt.	Trans. Amer. Philos. Soc., n.s., 7: 425	1841
- Uropappus heterocarpus 	Nutt.	Trans. Amer. Philos. Soc., n.s., 7: 425	1841
- Uropappus leucocarpus 	Greene	Erythea 1(12): 260	1893
- Uropappus lindleyi 	(DC.) Nutt.	Trans. Amer. Philos. Soc., n.s., 7: 425	1841
- Uropappus linearifolius 	Nutt.	Trans. Amer. Philos. Soc., n.s., 7: 425	1841
- Uropappus pruinosus 	Greene	Leafl. Bot. Observ. Crit. 1(16): 213-214	1906[2]